# Gamma (насекомые)
Gamma (лат.) — род одиночных ос (Eumeninae). 6 видов эндемичных для Южной и Центральной Америки.

## Описание
Мелкие одиночные осы. Между грудью и брюшком находится узкий стебелёк — петиоль, который как минимум вдвое уже первого тергита. Голени средней пары ног с одной шпорой. Щёки широкие и по длине равны или превосходят длину глаз. Боковые края 1-го тергита не соприкасаются вентрально.

## Распространение
Неотропика, встречаются, главным образом в регионе северных Анд: от Коста-Рики до Боливии.

## Классификация
6 видов. Gamma  был впервые описан в 1912 году итальянским зоологом профессором Эдоардо Заватарри. До 1978 года таксон рассматривался в качестве подрода в составе рода Eumenes (Giordani Soika, 1978).
- Gamma bogotense (Zavattari, 1912)
- Gamma bolivianum Giordani Soika, 1990
- Gamma gulielmi Cooper, 1999 — Коста-Рика[5]
- Gamma iuquipa Cooper, 1999 — Эквадор[5]
- Gamma saussurei (Zavattari, 1912)
- Gamma ventricosum (de Saussure, 1852)typus